# Катастрофа CV-340 в Претории
Катастрофа CV-340 в Претории — авиационная катастрофа, произошедшая 10 июля 2018 года вблизи города Претория, ЮАР. У авиалайнера Convair 340 авиакомпании Martin's Air Charter, принадлежавшего голландскому авиационному музею «Aviodrome», вскоре после взлёта отказал двигатель. Во время захода на вынужденную посадку самолёт врезался в здание фабрики и разрушился. Из 19 человек на его борту погиб 1, также погиб 1 человек на земле.

## Самолёт
Самолёт Convair CV-340 (регистрационный номер ZS-BRV, серийный 215) совершил первый полёт в 1954 году. Изначально он принадлежал ВВС США до 1987 года. Затем он использовался в качестве роскошного туристического самолёта авиакомпании Rovos Air, выполнявшего полёты по Африке. В 2009 году он был списан. В 2018 году его собирался приобрести голландский музей «Aviodrome». Музей восстановил самолёт и покрасил его в цвета голландской чартерной авиакомпании Martin's Air Charter, которая эксплуатировала Convair 340 в 1950-х годах. Самолёт должен был быть переправлен в Нидерланды 12 июля 2018 года и прибыть в музей 23 июля.

## Экипаж и пассажиры
На его борту находились 3 члена экипажа (65-летний командир Росс Келли (англ. Ross Kelly), 58-летний второй пилот Дуглас Хейвуд (англ. Douglas Haywood) и 55-летний бортинженер Крис Барнард (англ. Chris Barnard)) и 16 пассажиров. Оба пилота были австралийцами, у каждого из них было по 30 лет опыт работы на различных видах воздушных судов. Бортинженер, погибший в результате катастрофы, был южноафриканцем; в отчёте о расследовании он отмечен как пассажир.
| Гражданство людей на борту | Гражданство людей на борту | Гражданство людей на борту | Гражданство людей на борту |
| Гражданство                | Пассажиры                  | Экипаж                     | Всего                      |
| -------------------------- | -------------------------- | -------------------------- | -------------------------- |
| Австралия                  | 0                          | 2                          | 2                          |
| Зимбабве                   | 1                          | 0                          | 1                          |
| Нидерланды                 | 3                          | 0                          | 3                          |
| ЮАР                        | 11                         | 1                          | 14                         |
| Всего                      | 16                         | 3                          | 19                         |

## Катастрофа
10 июля 2018 года самолёт должен был выполнить обзорный полёт в рамках подготовки к перелёту в Европу. Он должен был вылететь из аэропорта Уандерблум вблизи Претории, прибыть на аэродром Пилансберг в Северо-Западной провинции и вернуться обратно. Вскоре после взлёта загорелся левый двигатель. Экипаж принял решение вернуться в аэропорт. Во время захода на посадку самолёт начал терять высоту, задел линии электропередач, пролетел ещё несколько метров, ударился левым крылом о деревья, после чего задел два автомобиля и столкнулся со зданием завода. Столкновение разрушило 2 стены здания, его крышу и ограждение. Самолёт разломился на несколько частей, а левый двигатель продолжал гореть. Крушение произошло в 6 км к востоку от аэропорта. В результате авиакатастрофы погиб бортинженер самолёта. Остальные 18 пассажиров и членов экипажа выжили и пострадали. Оба пилота и 2 пассажира получили тяжёлые ранения. На земле пострадали 9 сотрудников фабрики, один из которых скончался позднее. Момент взлёта самолёта с горящим двигателем попал на видео с земли с разных ракурсов. Также катастрофа была полностью снята на видео одним из пассажиров на борту.

## Расследование
Департамент по расследованию авиационных происшествий и инцидентов Управления гражданской авиации Южной Африки опубликовал предварительный отчёт о катастрофе в августе 2018 года. В нём говорилось, что пилоты не выполнили предписанные процедуры проверки, когда обнаружили, что двигатель загорелся. Видеозапись из кабины пилота показала, что КВС управлял самолётом, а второй пилот выполнял радиообмен. Двигателями управлял лицензированный инженер по техническому обслуживанию самолётов. Во время руления, взлёта и полёта вплоть до момента крушения, в кабине экипажа находился посторонний человек. Более того, пилоты не были уверены, что они убрали шасси, и спрашивали друг друга об этом. Несмотря на то, что пассажир сообщил им о пожаре в левом двигателе, пилоты переспрашивали, какой именно горит двигателей, и не предпринимали попытки потушить пожар. Система пожаротушения левого двигателя не была активирована. 
Окончательный отчёт был опубликован 28 августа 2019 года. В сообщении указывалось, что вероятной причиной аварии стало плохое техническое обслуживание двигателей и многочисленные ошибки пилотов.